# Delfeil de Ton
Pour les articles homonymes, voir Henri Roussel et Roussel.
Delfeil de Ton, de son vrai nom  Henri Roussel, né le 23 avril 1934 à Colombes (Seine, aujourd'hui dans les Hauts-de-Seine), est un journaliste de la presse écrite française.
Il est l'un des premiers rédacteurs de Hara-Kiri et de Hara-Kiri Hebdo (qui deviendra par la suite Charlie Hebdo). De 1975 à 2020, il est collaborateur de l'hebdomadaire Le Nouvel Observateur. Sous le titre « Les Lundis de Delfeil de Ton », page créée dans Hara-Kiri Hebdo en 1969, il traite de l'actualité et des faits de société.

## Biographie

### Carrière journalistique
Fils d’un fonctionnaire et d’une mère au foyer, Henri Roussel, après une propédeutique à la faculté de lettres et une année d’études de droit, est happé par ses obligations militaires et passe plus de trente mois en Algérie. De retour à Paris, il mène de pair la recherche d'un emploi, puis l'emploi et l'écriture. Il rédige Les Mémoires de Delfeil de Ton tout en souhaitant intégrer le milieu journalistique.

#### Hara-Kiri
Durant l’hiver 1964, il envoie son manuscrit à Hara-Kiri. François Cavanna le remarque et le garde en réserve en attendant qu'Hara-Kiri, qui est à ce moment-là interdit depuis plusieurs mois, soit autorisé à reparaître. Pour cela, il faudra attendre février 1967. Le premier chapitre des Mémoires de Delfeil de Ton est publié en mars 1967. Cavanna sollicite alors d'autres écrits. Très vite et régulièrement, Delfeil de Ton occupe plusieurs pages. On y trouve ses premiers articles sur le jazz. Il signe sous différents pseudonymes (par exemple Gunnar Wollert), pour faire nombre, car après cette interdiction Hara-Kiri a peu de collaborateurs.

#### Charlie, mensuel
En février 1969, avec Georges Bernier, alias le Professeur Choron, commence Charlie mensuel. Delfeil de Ton en est le rédacteur en chef jusqu'en 1970.

#### Hara-Kiri Hebdo
En février 1969, il est l'un des collaborateurs fondateurs d'Hara-Kiri Hebdo, lancé par le Professeur Choron, et avec Cavanna, autre rédacteur, ainsi que les dessinateurs Willem, Georges Wolinski, Cabu, Reiser, Pierre Fournier, et Gébé.
En novembre 1970, L’Hebdo Hara-Kiri — tel est devenu le nom du journal — est interdit par le ministre de l’Intérieur Raymond Marcellin. Faisant fi de cette interdiction, fort du soutien et de l'écho qu'elle suscite — Le Nouvel Observateur va jusqu’à leur proposer de les accueillir —, toute l'équipe décide de contourner la censure. C'est sous le titre Charlie Hebdo, supplément hebdomadaire de Charlie Mensuel, qu'il reparaît dès la semaine suivante avec simplement un changement de titre des rubriques et quatre pages de bandes dessinées sur fond de couleur au centre. Il conservera ce titre jusqu’à sa disparition en 1981, les pages dédiées à la bande dessinée ayant vite disparu.
Dans cette publication, chacun y va de sa page et s'y exprime en toute liberté. C'est la reprise des « Lundis de Delfeil de Ton » (qui avaient commencé dans Charlie mensuel) avec ces fameux « post-scriptum qui n'ont rien à voir », c'est aussi différentes rubriques comme « le petit coin de la culture », « vite on est pressés », « spécial copinage » qui lui valent la célébrité. Il donne droit de cité à tout un mouvement culturel que la presse institutionnelle ignore.
On lui reconnaît un rôle éminent dans l'implantation du free jazz en France (Albert Ayler, Sun Ra…) et dans la notoriété et le succès des troupes théâtrales de l'underground culturel tels le Grand Magic Circus de Jérôme Savary, les cafés-théâtres avec le Café de la Gare de Romain Bouteille, le Splendid, la Veuve Pichard, Au Vrai Chic parisien, etc.

#### Départ deCharlie Hebdo
C'est en pleine gloire et sans autre explication que Delfeil de Ton va quitter Charlie Hebdo en février 1975. Ce départ se fait en deux temps. Une première fois en 1974 où, après un mois, il cède aux sollicitations de l'équipe et revient. La seconde fois, en 1975, il reste sourd aux appels qui lui sont faits. Le départ est définitif.
Cette rupture a fait couler beaucoup d'encre et donné lieu à bien des interprétations. Avec le recul, la plus plausible paraît être d'ordre journalistique. Il faut dire que dans cette période de l'après-1968, Charlie Hebdo est en crise. Les idées et les mouvements contestataires dont il a été le porte-parole, la caisse de résonance, ne sont plus d'actualité. L'hebdomadaire voit son lectorat diminuer. Ceci est d'autant plus inquiétant que, sans publicité, il ne tire ses ressources que de la seule vente du journal. Pour tenter de remédier à cette situation, Cavanna et Delfeil de Ton défendent des positions divergentes.
Cavanna souhaite maintenir le statu quo et laisser au journal son caractère de brûlot dans le style et l'esprit de L'Assiette au beurre. Delfeil de Ton pense que le journal doit évoluer et s'ouvrir à d'autres collaborateurs qui susciteront de nouveaux intérêts. À cela s'ajoute, pour Delfeil de Ton, au fil des années, une certaine lassitude. Il est de plus en plus épuisé par le rythme et la quantité de travail imposé par sa double collaboration (mensuel, hebdo). Il quitte donc Charlie Hebdo, mais ne quitte pas pour autant l'équipe Hara-Kiri. Il restera, jusque dans les dernières années de sa parution, collaborateur régulier du mensuel Hara-Kiri. Il y garde ses amis.

#### Libération
Après avoir quitté Charlie Hebdo en 1975, Delfeil de Ton se tourne vers le quotidien Libération où, en toute liberté, il apporte ses textes. Il y crée la rubrique « rapido ». C'est une collaboration bénévole, informelle, qui se maintient jusqu'en 1981.

#### Le Nouvel Observateur
Dès 1974, Christiane Duparc, journaliste au Nouvel Observateur, à la direction du service Notre Époque s'était empressée de le contacter et de lui proposer d'entrer à l'Obs. Mais sa venue se heurte à l’hostilité de plusieurs dirigeants qui considèrent que, par leur vulgarité et leur violence, ses papiers « ne sont pas faits pour L’Observateur ». De plus, lui-même préfère revenir à Charlie Hebdo.
Après un semestre sabbatique mis à profit pour collaborer bénévolement à Libération, il entre en septembre 1975 au Nouvel Observateur, et ceci en dépit d’une perte salariale notable. Il faut dire qu’il est enthousiasmé par l’idée de mettre sa chronique de Charlie Hebdo (Les lundis de Delfeil de Ton) en synergie avec la bande-dessinée de Bretécher afin de créer « une sorte de mini Charlie Hebdo » au milieu du journal.
On trouve des échos de ce recrutement dans les entretiens que Christiane Duparc et lui-même ont donné à François Kraus et tels qu'il rapporte leurs propos dans Presse-Hebdo.
Relativement en retrait de l’actualité – son papier est remis le lundi pour un bouclage le vendredi –, il fait preuve d’une extrême susceptibilité quant à sa liberté de parole au point que Christiane Duparc est la seule de la rédaction qu’il autorise à lire ses textes avant publication.
Claude Perdriel et Jean Daniel le recrutent alors comme « une attraction » qui a, au mieux, « la possibilité d’attirer 500 ou 1 000 lecteurs en plus », et lui apporte surtout un ton corrosif, libertaire et virulent. Le Nouvel Observateur lui doit aussi d'avoir pu recruter, en janvier 1981, le dessinateur Reiser puis, après la mort de ce dernier, Wolinski (mars 1984).
Ses chroniques sont des plus virulentes à l’égard d’institutions comme l’Église, l’Armée, la Justice ou la police. Ces deux dernières font, dans la plus pure tradition de gauche, l’objet d’un intérêt majeur. Il critique ainsi fréquemment le racisme de la police, la « justice de classe » ou le caractère expéditif de la procédure de flagrant délit. L’Église est tout autant vouée aux gémonies, à la limite de l’anti-christianisme. S’attachant à mettre l’accent sur le caractère sectaire de l’Église, il dénonce encore l’instrumentalisation du Christ dans la lutte contre le marxisme. il n’hésite pas à associer la figure du pape à celle de Pinochet dans une scène de torture où il pose ce dernier en « dernier défenseur de la Chrétienté ».
Mais cet anticléricalisme s’inscrit dans le cadre d’un rejet plus général de l’« ordre moral », particulièrement sur les questions de mœurs, de productions ou publications érotiques. La loi contre la pornographie est présentée comme une concession « aux braillards réacs » visant à terroriser le cinéma français. Il s’en prend au lobby anti-avortement. Ses attaques n’épargnent pas non plus la télévision d’État ou la presse de droite. Il proteste ainsi contre l’arrêt du Masque et la Plume sur FR3 (février 1976), les pratiques du groupe Amaury ou l’étendue d’un empire Hersant dont il décrit le navire amiral (Le Figaro) comme « le journal des belles dames et des messieurs décorés » « à la portée de n’importe quel colonel à la retraite ».
Son regard sur l’étranger est marqué par son anti-totalitarisme. Par le biais de la culture et notamment du jazz et du rock, il dénonce l’oppression subie à l’Est dans ce qu’il qualifie de « pays des bureaucrates ». Et, comme il l’écrit au sujet de l’Uruguay, « dictature militaire « de droite » ou « gauche » […] les dictatures sont toujours militaires, […] toujours tortionnaires ».
Dans le style rapide et concis qui lui est propre, avec un humour mordant souvent noir, ses écrits le situent en dehors de toute obédience, de tout parti-pris militant, hors du politiquement correct. Attaché à toutes les libertés, individuelles et collectives, ses prises de positions en faveur de la liberté d'expression et particulièrement de la liberté de la presse sont très remarquées. Son amour de la liberté va jusqu'à soutenir le droit des fumeurs à intoxiquer les autres. Ardent défenseur de la langue française, qu'il maîtrise et manie à la perfection, c'est avec passion qu'il lance dans la presse écrite la campagne contre le projet ministériel de réforme de l'orthographe (tout comme Cavanna). Cet homme cultivé, que la littérature passionne autant que la presse, prend aussi la plume pour que le web reste un extraordinaire moyen de culture et de communication à portée de tous (droits d'auteur - bibliothèque numérique).
Devenu une figure du journal, considéré par certains comme la « caution gauchiste » voire « anarchisante » du Nouvel Observateur, il n'en demeure pas moins l'un de ses plus éminents collaborateurs. Son intérêt pour le contenu sociétal l’amène à refuser une place d’éditorialiste vers 1980/1981. On trouve sa page dans « Notre époque ». Ailleurs, on trouve encore ponctuellement sa signature dans les pages littéraires (articles, billets dans sifflets-ovations). Le web se fait l'écho-mémoire de l'intérêt et des multiples réactions que ses écrits suscitent.
Le 23 mars 2011, il est entendu comme témoin à la demande de sa consœur au Nouvel Observateur Sophie Delassein, poursuivie en diffamation par Pierre Perret au sujet de ses relations avec Paul Léautaud. Me Francis Szpiner fait un « coup » d'audience remarqué en démontrant l'incohérence du témoignage de Delfeil de Ton, et ce dernier de déclarer : « Si je m’en étais souvenu, je ne serais pas venu faire le cornichon ici ! »
Il publie également en collection de poche quatre volumes de ses anciennes chroniques, dont Palomar et Zigomar sont au pouvoir et Palomar et Zigomar tirent dans le tas.

## Autres collaborations
- L’Autre Journal, éphémère mais légendaire publication de Michel Butel, fondé en 1984, disparaît pour reparaître en 1992.
- En 1992, s'il participe au projet et au lancement du nouveau Charlie Hebdo de Philippe Val, Cabu et Gébé, il prend rapidement ses distances avec le nouvel hebdomadaire et met un terme à sa collaboration en tant que rédacteur au bout de trois mois[6].
- Il a contribué aussi régulièrement à l'hebdomadaire satirique Siné Hebdo créé par le dessinateur Siné. Sa rubrique « Ma véritable histoire d'Hara-Kiri Hebdo » paraît dans Siné Hebdo depuis sa première parution le mercredi 10 septembre 2008. Depuis la fin de l'hebdomadaire, il publie régulièrement une rubrique dans Siné Mensuel.
- Il publie un épisode de Palomar et Zigomar dans le mensuel L'Impossible dont le premier numéro sort en mars 2012.
- Il contribue au journal trimestriel Mon Lapin Quotidien, édité par la maison d'édition L'Association. Il y publie une rubrique à partir du numéro 7 (août 2018).
- Il est l'objet d'un portrait-documentaire de Rina Sherman (af)[7], diffusé [8] au cinéma l'Archipel.

### Auteur
Le premier ouvrage est un choix de chroniques parues entre 1970 et 1972 ; les Lundis et Palomar et Zigomar sont ses chroniques in extenso des années 1973 et 1974 (relatant la fin des années Pompidou et le début des années Giscard).
- 1973. On peut cogner, chef ?, éd. du Square, coll. « Bête et méchante » ; 1975, rééd. Gallimard, coll. « Folio »
- 1975. Mon cul sur la commode suivi de La pornographie est-elle un alibi, Christian Bourgois éditeur
- 1975. Palomar et Zigomar sont au pouvoir : 1974, tome I, coll. « 10-18 »
- 1975. Palomar et Zigomar tirent dans le tas : 1974, tome II, coll. « 10-18 »
- 1978. Les Lundis de DDT : 1973, tome I, coll. « 10-18 »
- 1978. Les Lundis de DDT : 1973, tome II, coll. « 10-18 »
- 2011. Le Journal de Delfeil de Ton, Nouvelles Éditions Wombat
- 2013. Les Lundis de Delfeil de Ton (1975-1977), tome I, l'Apocalypse
- 2013. Mon cul sur la commode suivi de Retour à Passy, Nouvelles Éditions Wombat
- 2016. Ma véritable histoire d'Hara-Kiri hebdo, Les cahiers dessinés
- 2022. Les Lundis de Delfeil de Ton (1978-1979), tome 2, l'Apocalypse
- 2023. Les Lundis de Delfeil de Ton (1980-1981), tome 3, l'Apocalypse

### Auteur et directeur de collection
- Les Années Reiser aux éditions Albin Michel.